# Jack Owen Berglund
Jack Owen Berglund (* Juli 2002) ist ein US-amerikanisch-deutscher Schauspieler und Hörspielsprecher.

## Leben
Berglund lebt in Berlin, besuchte dort die Havelland-Grundschule und die Heinrich-Schliemann-Oberschule. Er spricht fließend Deutsch und amerikanisches Englisch. Neben Film- und Fernsehrollen war er seit 2008 auch in Werbefilmen zu sehen. 2010 bis 2019 war er als Samuel Bukow, bis 2014 gemeinsam mit seinem Bruder Lukas Till Berglund, im Rostocker Polizeiruf 110 mit den Ermittlern Bukow und König zu sehen.

## Filmografie
- 2008: Unschuldig (Fernsehserie, 1 Folge)
- 2009: Die Gräfin
- 2010, 2019: SOKO Leipzig (Fernsehserie, 2 Folgen)
- 2010–2019: Polizeiruf 110 mit Bukow und König (10 Folgen)
- 2011: Blissestrasse
- 2011: Beate Uhse – Das Recht auf Liebe (Fernsehfilm)
- 2011: Ein guter Sommer (Fernsehfilm)
- 2013: Doc meets Dorf (Fernsehserie, 1 Folge)
- 2016: Familie Dr. Kleist (Fernsehserie, 2 Folgen)
- 2020: Stralsund: Blutlinien
- 2021: Praxis mit Meerblick – Vatertag auf Rügen (Fernsehreihe)
- 2021: SOKO Potsdam (Fernsehserie, 1 Folge)
- 2022: Stralsund: Wilde Hunde
- 2022: Praxis mit Meerblick – Was wirklich zählt (Fernsehreihe)
- 2023: Käthe und ich: Freundinnen für immer (Fernsehreihe)